# Víctor Ayala
Víctor Hugo Ayala Núñez (Eusebio Ayala, 1º gennaio 1988) è un calciatore paraguaiano, centrocampista del Deportivo Recoleta.

## Caratteristiche tecniche
È un centrocampista centrale. Di piede destro, possiede un ottimo tiro potente e preciso, sia dalla media che dalla lunga distanza.

### Nazionale
Viene convocato per la Copa América Centenario del 2016, in sostituzione dell'infortunato Néstor Ortigoza.

## Palmarès
Coppa Sudamericana: 1 
Lanús: 2013